# Обеліск Слави (Знам'янка)
Обеліск Слави (також Пам'ятний знак на честь 25-річчя визволення) — військовий монумент у місті Знам'янка, Кіровоградської області. Зведений 1968 року, присвячений воїнам 2-го Українського фронту, які загинули під час боїв з Вермахтом.

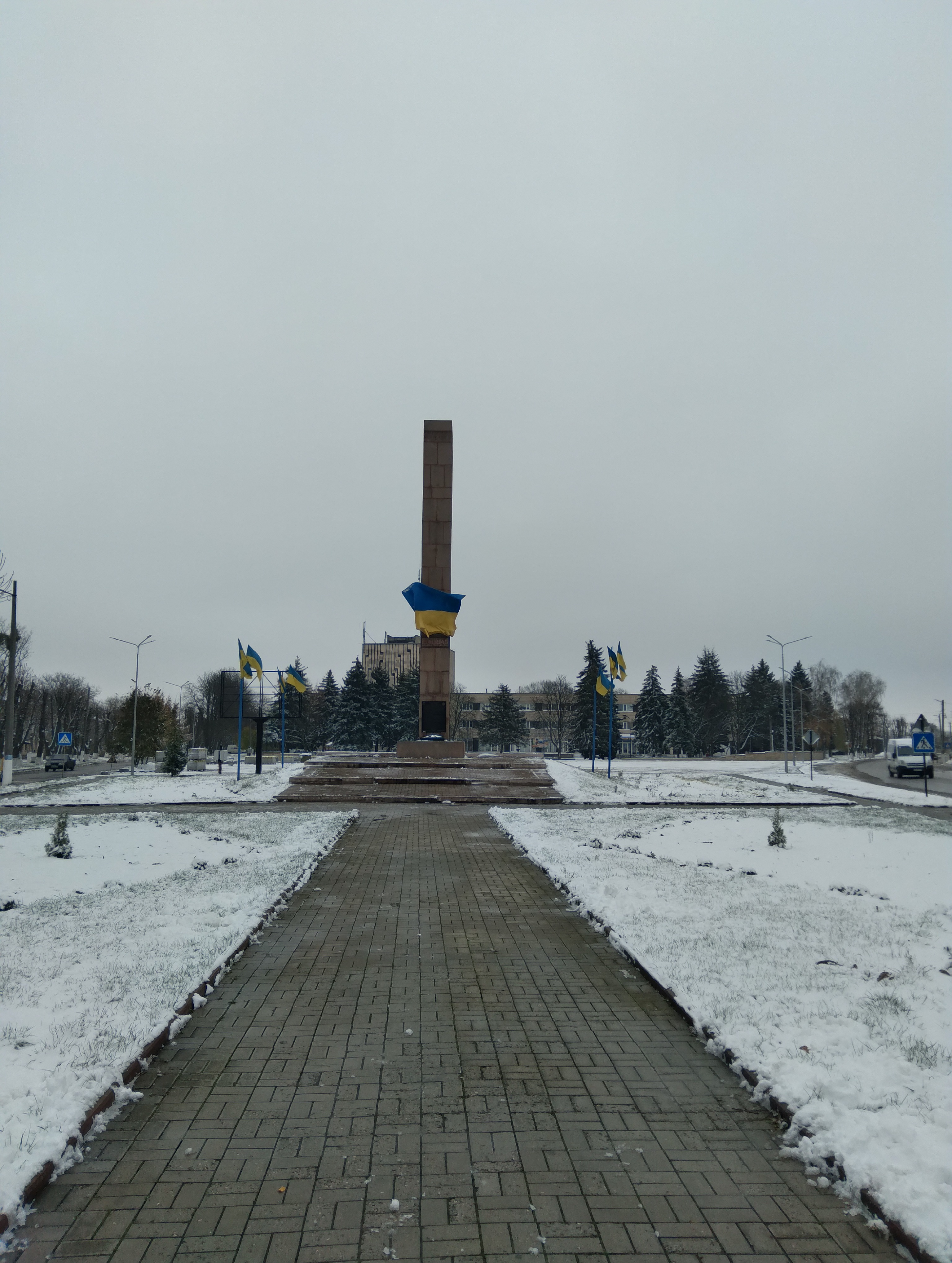
Пам'ятник у 2023, напередодні 80-річча зайняття міста Червоною армією

## Історія

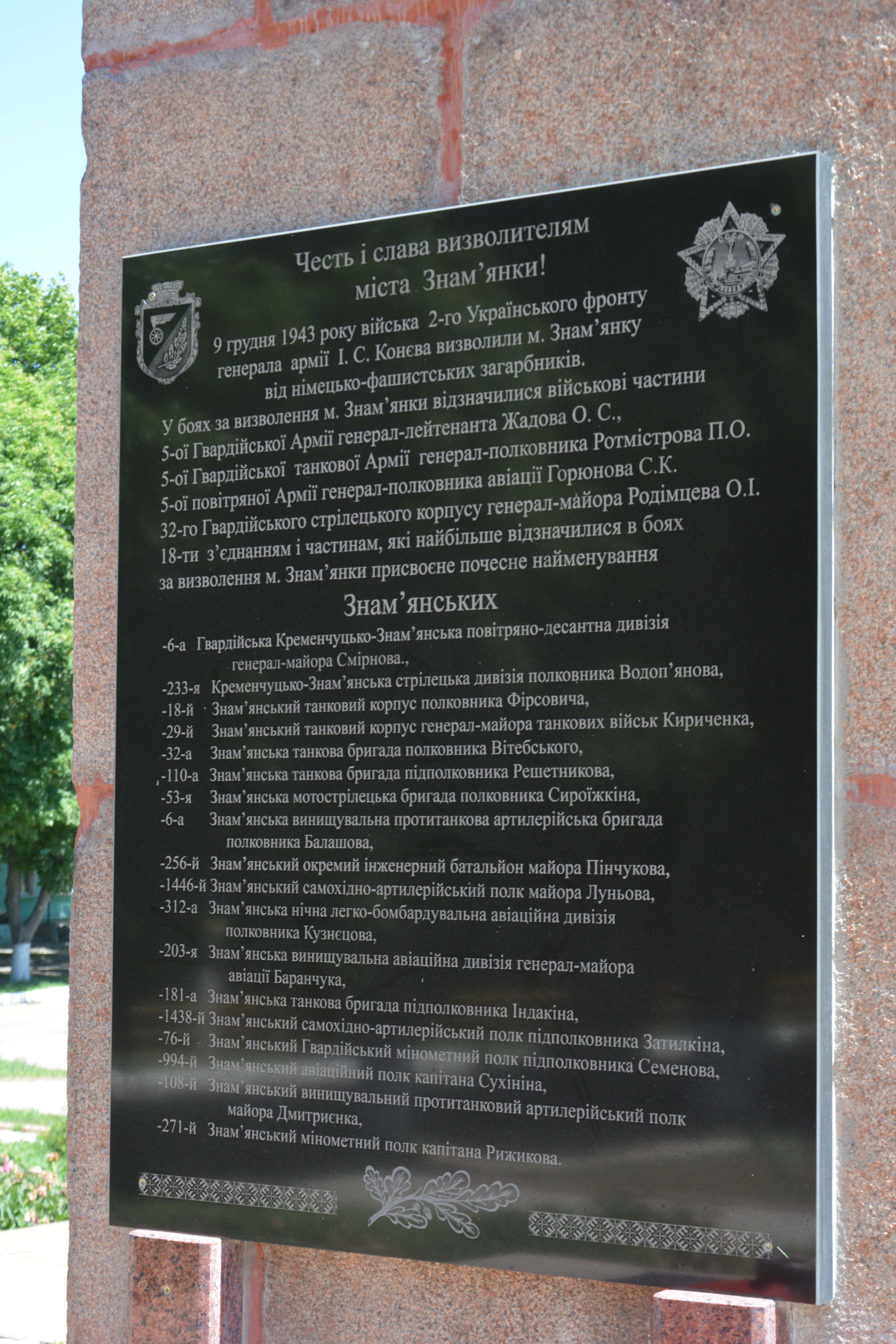
Табличка встановлена 2006 року

Пам'ятник створений за проектом архітектора М. Волкова та скульптора В. Шулькіна з Москви. Ініціатором встановлення виступила міська рада Знам’янки та міський виконком комуністичної партії. Як і багато інших радянських пам'ятників присвячених подіям Другої світової він був споруджений наприкінці 1960х, від час вторгнення до Чехословаччини, на місці однієї з численних братських могил червоноармійців, поки країни Східної Європи були фактично окуповані СРСР. Офіційно встановлений на честь 25-річчя боїв за місто .
2014 року, під час російської окупації Криму та початку агресії на сході України, під цим обеліском виступали політики різного рівня, зокрема Мустафа Найем і Олесь Довгий. Також тут відбулися виступи місцевих політиків з нагоди похорону загиблого за Україну знам'янчанина, Віктора Голого, на честь якого згодом назвали центральну вулицю міста .
9 травня 2017 року відбувся найбільший в історії міста Парад Перемоги, під час якого городяни поклали квіти до Вічного вогню на підніжжі обеліска .
Під час російського вторгнення в Україну, у відповідь на численні російські злочини проти українців, у квітні 2022 року центральну частину обеліска було пофарбовано у кольори українського прапора, а після звільнення Херсону наприкінці 2022 року прибрано серп і молот - символи тоталітаризму які також використовують російські війська та прихильники війни проти України в усьому світі. Згодом обеліск знову пофарбували, але радянська зірка коло підніжжя та цифри 1941-1945 так і не були прибрані. Кремль досі не визнає  вини обох тоталітарних режимів у нападі на Польшу 1939 року, що й спричинило початок Другої світової війни, та факт що СРСР був головним союзником нацистської Німеччини до операції Барбароса у 1941 .
Нині серед містян лунають пропозиції щодо розміщення на пам’ятнику після закінчення війни герба України, або знесення монументу як аварійного.

## Цікаві факти
- Обеліск побудовано неправильно, якщо придивитись видно що його конструкція на кілька градусів нахилена вбік, на південь.
- його основа була сильно пошкоджена з плином часу і станом на 2023 рік пам'ятник з усіх боків почав обсипатись.